# Rubén Salazar Gómez
Rubén Salazar Gómez (Bogotá, 22. rujna 1942.), je rimokatolički kolumbijski kardinal i bogotski nadbiskup.

## Životopis
Rođen je u Bogoti, 22. rujna 1942. godine. Završio je filozofiju na sjemeništu u Ibagui. Na Papinskom gregorijanskom sveučilištu u Rimu je učio teologiju te je dobio licencijat iz dogmatske teologije. Također je dobio licencijat iz Svetog pisma na Papinskom biblijskom institutu u Rimu. Za svećenika je zaređen 20. svibnja 1967.
Imenovan je biskupom biskupije Cúcute 11. veljače 1992. godine, a posvećena 25. ožujkaiste godine. Dana 18. ožujka 1999. imenovan je nadbiskupom Barranquille. Nadbiskupom Bogote imenovan je 8. srpnja 2010. godine. 
Na razinu kardinala ga je uzvisio papa Benedikt XVI., na konzistoriju, 24. studenog 2012. Kao kardinalu svećeniku, raspoređena mu je naslovna crkva San Gerardo Maiella. 
U četvrtak, 31. siječnja 2013., kardinal Rubén Salazar Gómez je imenovan članom Papinske komisije za Latinsku Ameriku i Papinskog vijeća za pravdu i mir. Također je imenovan za člana Kongregacije za biskupe u prosincu 2013. godine i bio je jedan od kardinalnih birača koji su sudjelovali na konklavi 2013. U svibnju 2015. godine, izabran je za predsjednika Biskupske konferencije Latinske Amerike.
Za geslo ima Tada rekoh, evo dolazim (lat. Tunc Dixi Ecce Venio).